# Istoria Angliei
Anglia este cea mai mare și populată dintre cele patru diviziuni administrative și istorice ale Regatului Unit.

## Anglia înainte de englezi
Dovezile arheologice indică faptul că partea sudică a Angliei actuale a fost colonizată de oameni cu mult timp înainte de restul Insulelor Britanice. Acest fapt se datorează climatului său mai ospitalier în timpul erelor glaciare ale trecutului îndepărtat, precum și a perioadelor dintre acestea.  Prima mențiune istorică despre regiune se află în Massaliote Periplus, un manual despre navigație pentru negustori, considerat că ar data din secolul al VI-lea, î.Hr., deși legături culturale și comerciale cu continentul existaseră cu mult timp înainte de această mențiune. Pytheas din Massilia scrie despre călătoria sa cu scop comercial către insulă în jurul anului 325 î.Hr. Mai târziu, scriitori precum Plinius cel Bătrân (citându-i pe Timaeus și pe Diodor din Sicilia și probabil inspirându-se de la Poseidoniu) menționează comerțul cu cositor din sudul Angliei, însă există foarte puține amănunte de ordin istoric despre populația ce trăia acolo. Tacit scrie că nu existau mari diferențe lingvistice între populația din sudul Angliei și cea din nord (galii) și notează că diversele triburi de britani aveau caracteristici fizice similare cu vecinii lor de pe continent.
Iulius Caesar a invadat sudul Angliei în anii 55 î.Hr. și 54 î.Hr., scriind în "Commentarii de Bello Gallico" că populația din Britania de sud era foarte numeroasă și avea multe în comun cu tribul Belgilor, din Țările de Jos. Izvoarele numismatice, precum și opera istoricilor romani târzii, vor furniza numele conducători unor triburilor răzlețe, împreună cu informații despre activitățile lor pe teritoriul ce se numea Britannia.
În mod surprinzător, există puține izvoare istorice care descriu Anglia romană. De exemplu, avem doar o singură frază care prezintă motivele pentru care s-a construit Zidul lui Hadrian.  Chiar invazia claudină este bine atestată și Tacit a inclus în istoria lui revolta lui Boudica sau "Boadicea" din anul 61 d.Hr..  Spre sfârșitul secolului I, istoricii romani menționează doar fragmente deteriorate de informații din îndepărtata provincie.  Prezența romană a fost când mai puternică, când mai slabă de-a lungul veacurilor, dar până în secolul al V-lea, influența romană a decăzut atât de mult încât popoarele care urmau să devină englezi ieșeau la iveală.

## Cucerirea anglo-saxonă a Angliei celtice
În urma romanilor, care au abandonat sudul insulei până cel mai târziu în anul 410, spre a se concentra asupra problemelor mai presante de acasă, Anglia actuală a fost colonizată progresiv de o succesiune de triburi germanice, adesea în valuri complementare.
Aceste triburi germanice au venit inițial invitate de Vortigern, rege al Britonilor, ca mercenari gata să îi ajute pe bretoni în luptele lor împotriva irlandezilor și picților (locuitori antici ai Scoției de astăzi).
Cei mai mulți istorici consideră că valurile de popoare germanice, iuții, împreună cu numeroși frizieni și franci ripuarieni, saxonii din nordul Germaniei și Angliei din Danemarca de astăzi - cunoscuți generic ca anglo-saxoni - au invadat Anglia din nou pe la mijlocul secolului al VI-lea. Ei erau conduși de lideri militari și s-au stabilit pe țărmul de est. Se crede că aceștia au cucerit prin luptă teritorii spre vest, în susul Tamisei, în căutare de teren arabil, ocupând câmpiile și lăsând terenurile deluroase nepotrivite a agriculturii bretonilor celtici.
Cercetările sugerează că Anglia celtă a suferit o formă de epurare etnică în unele părți ale țării din partea invadatorilor anglo-saxoni, în urma retragerii romane din secolul al V-lea. Totuși, profesorii John Davies și A.W. Wade-Evans consideră că saxonii nu au eliminat întreaga populație din zonele ocupate, așa cum s-a presupus până în secolul al XIX-lea.  Întreaga populație din Marea Britanie a fost estimată a fi fost circa 3,5 milioane în anul 43 d.Hr., când a avut loc invazia romană.  Mulți istorici consideră în prezent că invadatorii de după acest moment, din Europa continentală, nu au avut un impact genetic foarte important asupra britanicilor.  Noțiunea că migrații pe scară largă au provocat schimbări drastice în structura etnică a Angliei a fost puternic discreditată, susține Simon James, arheolog la Universitatea din Leicester, Anglia.  Pentru englezi, perioada lor de definiție este constituită de sosirea popoarelor germanice cunoscute colectiv sub numele de anglo-saxoni.  Unii cercetători sugerează că invadatorii numărau doar 10.000, până la 25.000 de oameni, insuficient pentru a disloca locuitorii aflați acolo.
Analiza rămășițelor umane dezgropate la un cimitir antic din apropiere de Abingdon, Anglis, indică că imigranții saxoni și britanicii băștinași au trăit alături. "Probabil că avem de-a face cu o majoritate britanică, dominată din punct de vedere politic de o nouă elită", a afirmat Miles. "Ei au fost eliminați din punct de vedere cultural, nu genetic". "Schimbări culturale importante, chiar asumarea de noi identități, au loc relativ des, fără schimbări genetice importante", a afirmat Simon James.
În mod constant, populația romano-britană (britoni, conform The Britons) a fost asimilată, proces posibil datorită lipsei unei clare unități a populațiilor britane împotriva invadatorilor.  Invazia sau așezarea acestor "invadatori" este cunoscută sub numele de Cucerirea saxonilor sau a anglo-saxonilor, sau chiar a englezilor (conform the Saxon Conquest sau the Anglo-Saxon sau, câteodată, "English Conquest").
În anul 495, în bătălia de pe Muntele Badon (fortăreața Badbury rings, Mons Badonicus în latină, Mynydd Baddon în velșă) în apropiere de drumul roman Porchester-Southampton-Poole, armata invadatoare anglo-saxonă a suferit o mare înfrângere din partea britanilor. Deși a fost un eveniment politic și militar foarte important al secolelor 5 și 6 din Britania, nu se știe cu certitudine cine a comandat forțele care au opus rezistență. Această victorie a armatei britanice a făcut posibilă oprirea invaziei saxone și a asigurat o lungă perioadă de pace pentru Britania celtică.
În bătălia decisivă de la Deorham, din 577, saxonii care avansau au împărțit poporul britanic din sudul Britaniei în scoțieni și scoțienii din vest (Cornwall și Devon).
Până în secolul al IV-lea, mulți britani scăpară din Țara Galilor, Cornwall și Britania de sud traversând Canalul Angliei cu conducătorii, soldații, familiile, călugării și preoții lor și începură să se stabilească în partea de vest (Armorica) a Galiei (Franța) pe care o colonizează, aici punând bazele unei noi națiuni: Britania.
Expansiunea britanilor crescu după ce trupele armate și autoritățile romane din Britania au fost retrase, iar invaziile anglo-saxonilor și scoților (populație vorbitoare de gaelică) pe teritoriul Britaniei s-au înmulțit, aceștia stabilindu-se aici. Britanii emigranți i-au dat noii lor tări numele de astăzi și au contribuit la limba bretonă, Brezhoneg, o limbă soră cu galeza și cornica (limbă vorbită de o populație minoritară din regiunea Cornwall). Numele Brittania (de la Britania Mică) apăru în această perioadă pentru a diferenția noua Britanie de Marea Britanie. În anul 2005 limba Brezhoneg (limba britanică) încă se vorbește în Brittania.
Vikingii au întreprins multe incursiuni asupra Angliei începând cu raidul din 793 asupra mânăstirii din Lindisfarne.
În 829, în orașul Dore (acum o suburbie a orașului Sheffield), Eanred de Northumbria îi jură supunere lui Egbert de Wessex, acesta devenind astfel primul domnitor saxon al întregii Anglii.
După o perioadă de jafuri și invazii, vikingii începură să se stabilească în Anglia și să facă schimburi comerciale, conducând în cele din urmă Danelaw (regiune istorică în nord-estul Angliei stăpânită de danezi, numele traducându-se legi daneze) de la sfârșitul secolului al IX-lea. Una din așezările vikinge s-a aflat în York, denumită Jorvik de către vikingi. Conducerea vikingă a lăsat urme importante în limba engleză; asemănarea dintre engleza veche și nordica veche având ca rezultat realizarea multor împrumuturi între cele două limbi.
Moștenirea principală lăsată în urmă în acele teritorii din care au fost strămutați britanii este cea a toponimelor. Multe nume de localități din Anglia și într-o măsură mai mică din Scoția sunt derivate din numele britanilor, printre acestea fiind Londra, Dumbarton, York, Dorchester, Dover și Colchester. Câteva elemente care intră în componența numelor de localități sunt considerate a fi în întregime sau parțial britanice la origini, în special „bre-”, „bal-”, și „–dun” pentru dealuri, „carr”” pentru regiuni înalte de munte, „coomb” pentru văi mici și adânci.
Până de curând s-a crezut că acele regiuni unde s-au așezat anglo-saxonii erau nelocuite la momentul respectiv sau că britanii fugiseră din calea lor. Cu toate acestea, studii genetice arată că britanicii nu au fost împinși către hotarele celtice – multe triburi au rămas în ceea ce avea să devină Anglia (vezi C. Capelli și alții “Recensământul cromozomului AY din Insulele Britanice”,Current Biology 13, 979–984, (2003)). Descoperirile lui Capelli confirmă cercetarea lui Steven Bassett de la Universitatea Birmingham; munca lui din anii '90 sugerează că mare parte din centrul de vest al Angliei era colonizată superficial de așezări anglice și saxone.

## Anglia în timpul Evului Mediu
Înfrângerea regelui Harold Godwinson în bătălia de la Hastings din 1066 de către William din Normandia, mai târziu numit William I al Angliei, și cucerirea normandă ulterioară a Angliei saxone au dus la o schimbare profundă și treptată a istoriei statului insulă, mic și izolat. William a ordonat întocmirea registrului cadastral (Domesday Book), un recensământ al întregii populații, a proprietăților funciare și a averilor acestora în scopul impozitării.
Istoria Angliei din timpul Evului Mediu avea să se caracterizeze prin război civil, război în afara granițelor, insurecții sporadice și uneltiri politice larg răspândite în rândul elitei aristocratice și monarhice.
Henric I, cunoscut de asemenea și ca Henric Beauclerc (numit astfel datorită educației sale – pentru că fratele său mai mare, William era moștenitorul legal, dându-i-se în consecință pregătirea concretă pentru a deveni rege, Henric a primit educația convențională complementară), a muncit din greu să reformeze țara, să o stabilizeze și să micșoreze diferențele dintre societatea anglo-saxonă și cea anglo-normandă. Pierderea fiului său, William, în noiembrie 1120 în urma accidentului vaporului Corabia Albă avea să îi submineze reformele. Această problemă privind succesiunea avea să întunece istoria Angliei.
În timpul domniei dezastruoase și incompetente a lui Ștefan (1135-1154), a avut loc o înclinare majoră a balanței puterii către baronii feudali, pe fondul izbucnirii războiului civil și a criminalității. În încercarea de a-i domoli pe jefuitorii scoțieni și velși, el a predat suprafețe întinse de pământ. Conflictele cu verișoara lui, Împărăteasa Matilda (cunoscută și sub numele Împărăteasa Maud), căreia îi promisese recunoașterea ca moștenitor, au fost cauza eșecului său: așteptând momentul potrivit în Franța, Matilda invadă Anglia în toamna anului 1139, împreună cu soțul ei, Geoffrey de Anjou și cu fratele ei vitreg, Robert de Gloucester).
Ștefan a fost capturat, iar guvernul său căzu. Matilda fu proclamată regină, dar a ajuns curând în conflict cu supușii săi și fu alungată din Londra. Perioada de insurecție și război civil care urma, a continuat până în 1148, când Matilda s-a întors în Franța. Ștefan domni practic necontestat până la moartea sa în 1154, deși domnia sa era încă instabilă. Când fiul lui Ștefan și moștenitorul legal al tronului, Eustace a murit în 1153, acesta ajunse la o înțelegere cu Matilda care îi permitea fiului ei, Henric de Anjou (viitorul rege Henric al II-lea) să îi succeadă lui Ștefan la tron și care garanta pacea între cei doi.
Domnia lui Henric al II-lea reprezintă o revenire a puterii de la baroni la statul monarhic; de asemenea s-a văzut o redistribuire similară a puterii legislative dinspre Biserică, de asemenea spre statul monarhic. Această perioadă a prevestit o constituire corectă a legislației și o îndepărtare radicală de feudalism.
Succesorul lui Henric, Richard I, a fost preocupat de războaiele în afara granițelor, a participat la a treia cruciadă și și-a apărat teritoriile franceze împotriva lui Filip al II-lea al Franței. Fratele său mai mic, Ioan Fără de Țară, care i-a urmat la tron, nu a fost atât de norocos; el a pierdut Normandia și alte numeroase teritorii franceze. De asemenea, a făcut în așa fel încât nobilimea feudală intră în conflict cu liderii Bisericii în asemenea măsură încât în 1215, aceștia au condus o răscoală armată și îl forțară să semneze Magna Carta, care impunea limite legale asupra puterilor personale ale regelui.
Fiul lui Ioan, Henric al III-lea, avea doar 9 ani când deveni rege. Domnia sa a fost întreruptă de numeroase răscoale și războaie civile, deseori provocate de incompetența și organizarea deficitară a guvernării, și de încrederea lui Henric în curtenii francezi percepută ca prea mare (astfel restrângând influența nobilimii engleze). Una dintre aceste răscoale, condusă (destul de curios) de către un curtean nemulțumit, Simon de Montfort, a fost importantă prin convocarea de către acesta a unui strămoș al Parlamentului britanic modern.
Domnia lui Eduard I (1272-1307) a avut mai mult succes. Eduard a pus în aplicare numeroase legi de consolidare a puterilor guvernului său, și a convocat primele Parlamente autorizate oficial. El cuceri Țara Galilor, și încercă să se folosească de o dispută legată de o succesiune pentru a prelua controlul asupra Scoției, deși această încercare s-a transformat într-o campanie militară costisitoare și interminabilă, care a fost abandonată în cele din urmă după ce următorul rege, Eduard al II-lea a suferit o mare înfrângere la Bannockburn.
Moartea neagră, o epidemie de ciumă bubonică ce s-a răspândit în întreaga Europă, a ajuns în Anglia în 1349 și a omorât probabil până la o treime din populație. Expedițiile internaționale au fost întreprinse invariabil împotriva vecinilor interni: galii, irlandezii, populația cornică, scoțienii și francezii, cele mai importante bătălii fiind Bătălia de la Crecy și Bătălia de la Agincourt. În afară de acestea, înfrângerea definitivă a revoltei conduse de prințul galez, Owen Glendower, în 1412 de către Prințul Henric (care va deveni mai târziu Henric al V-lea) reprezintă ultima încercare armată majoră a galezilor de a răsturna stăpânirea engleză.
Eduard al III-lea a dat proprietăți funciare familiilor nobiliare cu influență, dintre care mulți cu sânge regal. Pentru că în acele timpuri pământul era echivalentul puterii, aceasta însemna că acești oameni influenți puteau acum să ridice pretenții la Coroană. Metodele autocratice și arogante ale lui Richard al II-lea n-au folosit decât să îndepărteze și mai mult nobilimea, iar izgonirea forțată a acestuia de către Henric al IV-lea în 1399 a pus bazele a ceea ce avea să urmeze. În timpul domniei lui Henric al VI-lea, care începu în 1422, situația ajunse la un moment de criză din cauza slăbiciunilor și instabilității mentale ale acestuia. Incapabil să-i controleze pe nobilii învrăjbiți, el a îngăduit izbucnirea unui război civil. Conflictele sunt cunoscute sub denumirea Războaiele Rozelor și deși luptele erau sporadice și reduse ca dimensiuni, se înregistra o diminuare a autorității și puterii Coroanei. Eduard al IV-lea a contribuit într-o mică măsură la restabilirea acestei puteri, iar Henric al VII-lea făcu toată munca.

## Anglia dinastiei Tudor
Războiul celor Două Roze a culminat cu victoria relativ necunoscutului Henric Tudor, Henric al VII-lea, la Bătălia de la Bosworth Field din 1485, unde Richard al III-lea din partea casei de York a fost ucis, succesiunea la tron a casei de Lancaster fiind definitiv asigurată.  Deși retrospectiv sfârșitul Războiului Rozelor poate fi stabilit cu ușurintă ca fiind momentul Bătăliei de la Bosworth Field, Henric al VII-lea nu putea avea această siguranță.  În timpul anilor săi de domnie, doi pretendenți la tron au incercat să preia puterea, sprijiniți de supraviețuitori aparținând casei de York.  Primul, Lambert Simnel, a fost înfrant la Batălia de la Stoke, moment care marchează și ultima dată când un rege englez a luptat cu un pretendent pentru Coroană, iar cel de-al doilea, Perkin Warbeck, a fost spânzurat în 1499 după ce l-a hărțuit continuu pe rege timp de un deceniu.
În 1497, Michael An Gof a condus rebeli din Cornwall într-un marș spre Londra. Lângă rîul Ravensbourne, la Deptford Bridge, An Gof a luptat din pricina  unor diferite motive legate de taxele impuse de către rege. La data de 17 iulie 1497 rebelii au fost înfranți, Henric arătând că iși poate etala puterea militară atunci cănd este nevoie. Dar, întocmai ca regele Carol I mai târziu, Henric al VII-lea era un rege care nu mai dorea conflicte, restul domniei sale fiind o perioadă de relativă pace, în ciuda unei slabe îngrijorărări asupra succesiunii la tron în urma decesului soției sale, Elizabeta de York în 1503.
Regele Henric al VIII-lea a hotărât separarea Angliei de  Biserica Romano-Catolică deoarece papa Clement al VII-lea nu a acceptat divorțul său de Catherina de Aragon.  Desi opiniile sale religioase nu erau nici pe departe protestante, schisma a dus în final la distanțarea definitivă a Angliei față de Roma. Una dintre primele victime ale schismei a fost cancelarul lui Henric, Sir Thomas More. A urmat apoi o perioada de mari tulburări religioase și politice, care au dus în final la Reforma Engleză, exproprierea mânăstirilor și a unei mare părți a averii Bisericii.
Henry al VIII-lea a avut trei copii, toți trei succedându-i la tron. Primul a fost  Edward al VI-lea. Deși a demonstrat pietate și inteligență, era doar un băiat de zece ani când a devenit rege în 1547. Unchiul său, Edward Seymour, primul Duce de Somerset a modificat in favoarea sa testamentul lui Henric al VIII-lea, luându-si titlul de Protector și obținând privilegii care îi acordau dreptul de a deține mare parte din puterea regelui, în luna martie a acelui an. Deși unii îl văd un idealist inteligent, perioada în care a deținut puterea a culminat cu criza din 1549 când în multe dintre ținuturile englezești au izbucnit revolte. Rebeliunea lui Kett din Kent și rebeliunea Prayer Book din Devon și Cornwall au creat simultan o criză tocmai în momentul în care o invazie din partea  Franței si a Scoției era temută. Somerset, deloc plăcut  de către Consiliul de Regență din cauza metodelor sale autocrate, a fost îndepărtat de la putere de către John Dudley, cunoscut ca Lordul Președinte Northumberland. Northumberland a continuat politica de preluare a puterii pentru el însuși, însă metodele sale erau mai conciliante decât ale predecesorului său, fiind astfel acceptat de Consiliul de Regență.
Când Edward al VI-lea a murit de tuberculoză în 1553, Northumberland a plănuit ca Lady Jane Grey să urmeze la tron, apoi ca ea să se căsătorească cu fiul lui, făcând astfel posibilă în continuare deținerea puterii din umbră. Planul său a eșuat însă, după nouă zile de “domnie” a reginei Lady Jane Grey aceasta fiind îndepărtată și executată în șase luni mai târziu, urcând pe tronul Angliei Maria I. Contemporanii descriu reacția poporului la venirea la tron a reginei Maria ca fiind cea mai afectuoasă pentru un monarh din dinastia Tudor. Maria, catolică devotată, influențată semnificativ de catre regele catolic al Spaniei și al Sfântului Imperiu Roman, Carol al V-lea, a încercat să reîntroducă catolicismul în Anglia. Această convingere a dus la arderea a 274 de protestanti, înregistrați în Cartea Martirilor scrisă de John Foxe. Maria a fost foarte nepopulară printre supuși, fiind supranumită în epocă Maria cea Sângeroasă, iar suita soțului ei, regele spaniol Filip al II-lea al Spaniei a cauzat tulburări la Curte. Maria a pierdut portul Calais, ultima posesiune englezească de pe continent, si cu timpul a devenit si mai puțin populară spre sfârșitul domniei sale, excepții făcând totuși părerile catolicilor. A reprimat cu succes o revoltă condusă de către Sir Thomas Wyatt.
Domnia reginei Elizabeta I, a readus o oarecare stabilitate in regat după domniile pline de tulburări ale fraților săi, Edward al VI-lea si Maria. A urcat pe tron după moartea Mariei din 1558.  Problema religioasă care divizase țara încă din vremea domniei lui Henric al VIII-lea a fost incheiata în momentul creării Bisericii Anglicane, în mare parte în forma pe care o putem vedea în zilele noastre. Mare parte din succesul Elizabetei a fost în echilibrul pe care l-a mentinut între înteresele puritanilor, protestanții radicali, și între catolici. A reușit să nu aducă ofense de amploare niciunei părți, deși spre sfârșitul domniei a favorizat partea protestantă din pricina războiului cu Spania catolică.
Începutul comerțului cu  sclavi, care a impus Anglia ca mare putere economică poate fi atribuit Elizabetei, care i-a acordat lui John Hawkins permisiunea de a transporta africani în Anglia începând cu anul 1562. Numărul celor transportați în urma comerțului fost atât de mare încât în 1596 Elizabeta a realizat că acesta trebuie oprit. A încercat fără succes să îi alunge din țară într-o proclamație în anul 1601.
Elizabeta a mentinut o relativă stabilitate în relația cu guvernarea, excepție făcând o revoltă a nobililor din anul 1569  ducând o politică foarte eficientă pentru reducerea puterii vechii nobilimi și pentru creșterea importanței propriei sale guvernări. Unul dintre cele mai importante evenimente din timpul domniei Elizabetei s-a produs în 1588 când Armada Spaniolă a fost învinsă de către Sir Francis Drake, însă războiul care a urmat a fost foarte costisitor  pentru Anglia și s-a terminat numai cu moartea reginei Elizabeta în 1603.  Guvernarea din timpul Elizabetei a încercat să consolideze opera începută de Thomas Cromwell în timpul domniei lui Henric al VIII-lea, în special în extinderea rolului său în administrarea regatului Angliei.
Epoca Tudorilor este văzută ca fiind una decisivă si care ridică o serie de întrebări al căror răspuns trebuia dat în secolul următor și în perioada Războiului Civil Englez. Erau întrebări despre echilibrul dintre puterea monarhului și cea a Parlamentului. Unii istorici cred că Thomas Cromwell a realizat o "Revoluție Tudor" în guvernare și că Parlamentul a devenit mult mai important în timpul în care a fost el cancelar. Alți istorici cred că "Revoluția Tudor" s-a extins de fapt până la sfârșitul domniei reginei Elizabeta când opera lui Thomas Cromwell a fost consolidată. Deși Consiliul Privat, principalul element al guvernării Tudor, a intrat în declin după moartea Elizabetei, în timpul perioadei sale de domnie a fost foarte eficient.

## Conflicte religioase și Războiul Civil
Elisabeta I  a murit în 1603, fără a lăsa în urmă vreun moștenitor direct. Cea mai apropiată rudă de sex masculin și de religie protestantă era regele Scoției, James al IV-lea, din Casa Stewart, care, în urma unificării dinastice, va deveni regele James I al Angliei. Regele James I și al IV-lea, cum i se va spune, va deveni primul rege al întregii insule britanice, deși continua să guverneze Anglia și Scoția ca două regate separate. Împotriva sa vor avea loc câteva încercări de asasinat, anume Conspirația de la Maine sau Trădarea de la Maine (provincie în Franța, în apropiere de Le Mans), Conspirația de Adio (Bye Plot) din 1603, și cea mai faimoasă, Conspirația Prafului de Pușcă (Gunpowder Plot) din 5 noiembrie 1605, pusă la cale de un grup de conspiratori catolici, conduși de Guy Fawkes. Aceasta din urmă va duce la alimetarea antipatiei față de credința catolică în Anglia.
Războiul Civil din Anglia a izbucnit în 1642, în mare parte ca rezultat al unor serii de conflicte între Carol I, fiul lui James I, și Parlament. Înfrângerea Armatei Regaliste de către Armata Noului Model (New Model Army) a Parlamentului în Bătălia de la Naseby din iunie 1645, a distrus practic trupele regelui. Carol I a fugit în Scoția, dar a fost predat Parlamentului englez de scoțieni, în schimbul unor sume de bani. Carol I va evada mai apoi, ducând astfel la izbucnirea celui de-Al Doilea Război Civil, care va fi însă doar va fi un conflict de scurtă durată, deoarece Parlamentul obține rapid controlul asupra întregii țări. Prinderea și procesul ulterior a lui Carol I va duce la execuția sa prin decapitare, în ianuarie 1649, la Whitehall Gate din Londra. Drept urmare, se va declara Republica, iar Oliver Cromwell va deveni Lord Protector din 1653. După moartea acestuia, fiul său, Richard Cromwell, îi va succeda ca Lord Protector, abdicând însă curând după aceea. Monarhia va fi restabilită în 1660, după ce Anglia intrase într-o perioadă de anarhie odată cu întoarcerea regelui Carol al II-lea la Londra.
În anii 1664-1665, Anglia va fi lovită de izbucnirea Marii Ciume, urmată apoi, în 1666, de Marele Incendiu din Londra, care a făcut ravagii timp de 5 zile, distrugând aproximativ 15.000 de clădiri.
După moartea lui Carol al II-lea în 1685, va fi încoronat fratele său de religie catolică, James al II-lea al Angliei (James al VII-lea al Scoției). Însă nici Parlamentul, nici poporul nu erau de acord cu un rege catolic pe tronul Angliei. Drept urmare, în 1689, protestantul olandez Wilhelm al III-lea de Orania (care va deveni William al III-lea al Angliei) îl va înlocui pe  James II. Această schimbare va fi cunoscută sub numele de Revoluția Glorioasă sau Revoluția fără Sânge. Cu toate acestea, în Scoția și Irlanda, catolicii loiali lui James II nu erau foarte mulțumiți, rezultând astfel o serie de revolte sângeroase. Aceste revolte iacobite vor continua până la mijlocul secolului al XVIII-lea.
Decretul de unificare dintre Regatul Angliei și Regatul Scoției din 1707 a dus la dizolvarea atât a Parlamentului Angliei, cât și a Parlamentului Scoției, în vederea creării Regatului Unit al Marii Britanii, condus de Parlamentul Unificat al Marii Britanii. Acesta nu a fost un proces de armonizare, deoarece Scoția efectiv capitulase în fața presiunii economiei englezești după eșecul schemei dariene. Acest proces a fost pus în aplicare în Parlamentul scoțian de manevrele politice în interes propriu ale marionetelor englezești John Campbell, al 2-lea Duce de Argyll și James Douglas, al 2-lea Duce de Queensberry.
(NB: După Actul de la 1707, istoriile Marii Britanii și a Angliei se suprapun complet. Deoarece Anglia era hegemonia dominantă, se presupune că cele două sunt mai mult decât apropiate.)

## Revoluția industrială
La sfârșitul secolului al XVIII-lea și începutul secolului al XIX-lea au avut loc importante mișcări sociale deoarece o societate în mare parte agrară era transformată de progresul tehnologic și de intensificarea mecanizării, ca urmare a Revoluției Industriale. O mare parte a forței de muncă din agricultură a fost dezrădăcinată din zonele rurale și mutată în marile centre de producție urbane, deoarece fabricile care funcționau pe bază de abur puteau înlocui tradiționalele industrii casnice, datorită economiilor pe scară largă și a randamentului crescut pe cap de muncitor devenit posibil cu ajutorul noilor tehnologii. Supraaglomerarea rezultată în zone cu o infrastrucutură redusă dus la creșteri dramatice ale ratei mortalității infantile (până acolo încât multe școli de duminică pentru copii preșcolari aveau asociații funerare pentru a-și plăti unii altora înmormântările), a criminalității și a depravării sociale.
Tranziția către industrializare nu a fost chiar fără importanță pentru muncitori, mulți dintre ei văzându-și existența amenințată de acest proces. Dintre aceștia, unii sabotau sau încercau sa saboteze frecvent fabricile. Aceștia erau cunoscuți drept "Luddiți". Acest punct de vedere a istoriei Luddite ar trebui de asemeni să fie comparată cu alte puncte de vedere precum Luddism#E._P._Thompson.

## Istoria recentă
Actul Uniunii din 1800 a stabilit alipirea oficială a Irlandei la  Marea Britanie, fiind creat un nou stat,  "Regatul Unit al Marii Britanii și al Irlandei" începându-si existența la  1 ianuarie 1801 și unind Anglia,  Țara Galilor, Irlanda și  Scoția.
De atunci, Anglia, ca entitate politică independentă și-a încetat existența, dar ca regiune a rămas elementul dominant în Regatul Unit. Mare parte a conducerii politice și economice în Regatul Unit rămâne încă din partea Angliei. Londra a rămas centrul economic al Marii Britanii și unul dintre marile orașe ale lumii.
La începutul  secolului al XIX-lea , clasele muncitoare au început să-și facă auzită vocea, formând bresle și uniuni, care, deși înițial au fost suprimate, au devenit cu timpul îndeajuns de puternice pentru a rezista.
În anul 1832 dreptul de vot a fost acordat majorității bărbaților din clasa de mijloc, dar nu și "clasei muncitoare". Mulți au ținut discursuri cu privire la trădare față de clasa muncitoare și la sacrificarea intereselor acesteia din cauza greșelilor guvernării. În 1838, șase membri ai Parlamentului și șase membri ai muncitorilor au format un comitet, emițând astfel Carta Poporului .
Revoluția din 1848 care s-a răspândit în toată Europa continentală în timpul anilor 1840 nu s-a extins și în  Anglia, domnia reginei Victoria fiind o perioadă de pace internă pentru englezi , în ciuda unor diferențe îmense dintre standardul de viață al câtorva burghezi bogați și cel al marii majorități.
După tratatul anglo-irlandez din 1921 Irlanda a redevenit stat independent, acum  Republica Irlanda, Irlanda de Nord rămânând totuși parte a Regatului. Termenul oficial devine "Regatul Unit al Marii Britanii și al Irlandei de Nord".
În timpul celui de-Al Doilea Război Mondial, în urma bombardamentelor aeriene ale germanilor multe dintre orașele englezești au fost grav afectate și mare parte a infrastructurii a fost distrusă. Anglia și-a revenit însă repede dupa război, și deși statutul si relativa sa putere și bogăție au început să pălească, Anglia a rămas încă partea dominantă în Insulele Britanice. În anul 1999 au fost create Parlamentul Scoției și Adunarea Țării Galilor. Echivalent englezesc al acestora nu există, acest fapt putând fi privit ca o dovadă asupra puterii pe care o exercită Anglia asupra guvernării britanice.